# Казатком
Казатко́м (каз. Қазатком) — село у складі Єнбекшиказахського району Алматинської області Казахстану. Входить до складу Акшийського сільського округу.
Населення — 521 особа (2021; 634 у 2009, 501 у 1999, 587 у 1989).